# غريغوري الخامس

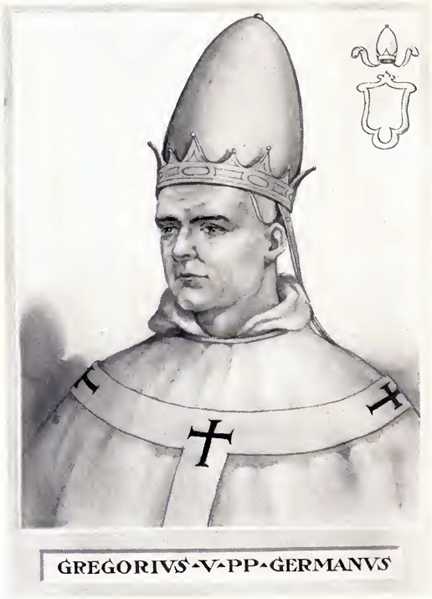
البابا غريغوريوس الخامس

البابا غريغوري الخامس أو غريغوريوس الخامس (باللاتينية: Gregorius V) ـ (حوالي 972 ـ 18 فبراير 999) هو بابا الكنيسة الكاثوليكية في الفترة من 3 مايو 996 إلى وفاته سنة 999.
كان غريغوريوس الخامس حفيدًا من جهة أبيه للإمبراطور الروماني المقدس أوتو الأول. تولى كرسي البابوية خلفًا للبابا يوحنا الخامس عشر وهو في الرابعة والعشرين من عمره، وكان قبلها قسًا لقصر قريبه الإمبراطور أوتو الثالث، الذي كان هو من رشحه للبابوية، ليكون أول بابا ألماني في تاريخ الكنيسة الكاثوليكية، وليصير في حكمه للكنيسة الكاثوليكية ممثلًا سياسيًا للإمبراطور في روما. وكانت من أوائل أعماله بعد توليه كرسي البابوية تتويج أوتو الثالث إمبراطورًا في 21 مايو 996، بعد أيام من توليه كرسي الحبر الأعظم.
كان يناوئ غريغوريوس الخامس بابا مزيف هو يوحنا السادس عشر، كان قد اختاره كريسنتيوس الثاني ونبلاء روما رغم إرادة الإمبراطور أوتو الثالث، غير أن الإمبراطور تمكن من قمع تمرد كريسنتيوس الثاني بشكل مبرم، إذ زحف بجيوشه على روما، ففر يوحنا السادس عشر، واحتمى كريسنتيوس الثاني بقلعة سانت أنجلو. إلا أن جند الإمبراطور تعقبوا البابا المزيف وقبضوا عليه، فجدعوا أنفه وقطعوا أذنيه ولسانه وسملوا عينيه وأهانوه على الملأ أمام أوتو الثالث وغريغوريوس الخامس، ثم نُفي إلى دير فولدا في ألمانيا، حيث عاش حتى سنة 1013. أما كريسنتيوس الثاني، فقد حاصر الإمبراطور القلعة التي امتنع بها، ثم اقتحمها سنة 998، وشنق كريسنتيوس على أسوارها.
وفي 18 فبراير 999، توفي غريغوريوس الخامس فجأة، ولم تكن وفاته خالية من الشبهات، فدُفن في كاتدرائية القديس بطرس قرب قبر البابا بلاجيوس الأول، وخلفه على كرسي البابوية سلفستر الثاني.